# 7월 2일
7월 2일은 그레고리력으로 183번째(윤년일 경우 184번째) 날에 해당한다. 따라서 평년의 7월 2일 정오(윤년일 경우 자정)는 (윤초를 넣지 않는다면) 그 해의 정확한 중간점이다.

## 사건
- 437년 - 황제 발렌티니아누스 3세가 서로마 제국에 대한 자신의 통치를 시작했다.
- 626년 - 현무문의 변이 발생했다.
- 1863년 - 미국 남북전쟁 중 게티즈버그 전역: 헌터스타운 전투
- 1881년 - 제임스 가필드가 찰스 기토의 총에 맞았다.
- 1896년 - 서재필, 독립협회 결성.
- 1900년 - 독일의 첫 비행선인 체펠린이 비행을 하다.
- 1931년 - 만보산 사건 발생. (중국 지린성 창춘현 만보산 지역에서 관개수로를 둘러싼 조·중 농민 사이에서 일어난 충돌사건)
- 1950년 - 한국 전쟁 : 주문진 해전
- 1962년 - 월마트가 1호점을 내다.
- 1976년 - 베트남, 사회주의 공화국 선언.
- 1994년 - 1994년 미국 월드컵에서의 자책골로 콜롬비아의 축구 선수 안드레스 에스코바르가 권총으로 살해되다.
- 2000년 - 대한민국의 시외전화 지역번호가 16개 광역 지방자치단체 단위로 통합되었다.

## 문화
- 1927년 - 오타와 맥도널드 카르티에 국제공항 개항.
- 1975년 - 국립경주박물관이 현재의 위치로 이전해 재개장했다.
- 1998년 - 웨스트 라이프가 결성되었다.
- 1999년 - 서울 지하철 8호선이 완전개통 하였다. (암사 ~ 잠실 구간)
- 2002년 -.미국의 백만장자 모험가 스티브 포셋이 열기구 '자유의 정신(Spirit of Freedom)'을 타고 사상 최초로 단독 세계 일주 비행에 성공하다.
- 2008년 - 만화 "와라! 편의점" 네이버 웹툰에서 연재 시작.
- 2014년 - '토종콜라' 815(팔일오)가 편의점 등을 통해 판매됨으로써 2004년 이후 10년만에 부활하다.

## 탄생
- 419년 - 서로마 제국의 황제 발렌티니아누스 3세. (~455년)
- 1511년 - 조선 중기의 무신, 이순신의 아버지 이정. (~1583년)
- 1714년 - 독일의 고전시대 음악가 크리스토프 빌리발트 글루크. (~1787년)
- 1724년 - 독일의 시인 프리드리히 고틀리프 클로프슈토크. (~1803년)
- 1877년 - 독일의 소설가, 시인 헤르만 헤세. (~1962년)
- 1903년
  - 노르웨이의 국왕 올라프 5세. (~1991년)
  - 영국의 정치인 앨릭 더글러스흄. (~1995년)
- 1906년 - 미국의 물리학자 한스 베테. (~2005년)
- 1908년 - 미국의 법학자 서굿 마셜. (~1993년)
- 1922년 - 대한민국의 가톨릭 추기경 김수환. (~2009년)
- 1923년 - 폴란드의 시인 비스와바 심보르스카. (~2012년)
- 1924년 - 캐나다의 중국학자, 교육자 예자잉. (~2024년)
- 1925년 - 대한민국의 영화 감독 유현목. (~2009년)
- 1930년
  - 미국의 재즈 피아니스트 아마드 자말. (~2023년)
  - 아르헨티나의 제40대 대통령, 정치인 카를로스 메넴. (~2021년)
- 1931년 - 대한민국의 군인 이인호. (~1966년)
- 1932년 - 미국의 기업인, 웬디스의 창업자 데이브 토머스. (~1973년)
- 1938년 - 대한민국의 노동부 장관, 출신 정치인 유용태.
- 1942년 - 멕시코의 정치인 비센테 폭스.
- 1948년
  - 대한민국의 성우 노민.
  - 대한민국의 약사, 기초자치단체장 엄태항.
- 1949년 - 대한민국의 야구인 윤동균.
- 1957년 - 캐나다의 레슬링 선수 브렛 하트.
- 1958년
  - 베트남 태생의 피아니스트 당타이선.
  - 대한민국의 정치인 박남춘.
  - 대한민국의 정치인 정찬민.
  - 리히텐슈타인의 축구 선수 라이너 하슬러. (~2014년)
- 1959년 - 네덜란드의 성소수자 미술가 어윈 올라프. (~2023년)
- 1960년 - 대한민국의 정치인 정봉주.
- 1964년 - 대한민국의 성우 이선희.
- 1965년 - 대한민국의 작가 윤예령.
- 1966년
  - 대한민국의 영어 강사, 방송인 이근철.
  - 대한민국의 가수 이범학.
- 1967년 - 대한민국의 범죄자 김일곤.
- 1968년 - 대한민국의 전 야구 선수 오희주.
- 1969년
  - 대한민국의 성우 조영호.
  - 미국의 영화 제작자 제이슨 블럼.
- 1970년 - 대한민국의 희극인, 가수 조혜련.
- 1971년 - 잉글랜드의 배우 서맨사 자일스.
- 1972년 - 대한민국의 음악가, 작곡가 엄대호.
- 1973년 - 대한민국의 전자공학 연구원 정치인, 제22대 국회의원 이해민.
- 1974년
  - 대한민국의 배우 문소리.
  - 대한민국의 시사평론가 겸 목회자 김용민.
- 1977년 - 스페인의 레슬링 선수 마이데르 운다.
- 1978년 - 토고의 축구 선수 코시 아가사.
- 1979년 - 일본의 가수, 배우 미야케 켄 (V6).
- 1980년 - 대한민국의 가수 서대광.
- 1981년
  - 대한민국의 희극인 한민관.
  - 브라질의 유도 선수, 정치인 주앙 데를리.
- 1983년
  - 미국의 싱어송라이터 미셸 브랜치.
  - 벨기에의 축구 선수 알리너 젤러르.
- 1984년
  - 대한민국의 배우 이창욱.
  - 네덜란드의 야구 선수 블라디미르 발렌틴.
  - 대한민국의 전 축구 선수 김진수.
  - 대한민국의 가수 민진.
  - 일본의 모델 후지이 리나.
- 1985년 - 미국의 배우 애슐리 티즈데일.
- 1986년
  - 대한민국의 가수 우정훈.
  - 미국의 가수, 배우 린제이 로한.
- 1987년
  - 스페인의 축구 선수 에스테반 그라네로.
  - 예멘의 축구 선수 알라 알사시.
  - 일본의 배우 야마노우치 메이비.
- 1988년
  - 대한민국의 전직 스타크래프트 프로게이머 최성훈.
  - 대한민국의 축구 선수 이청용.
  - 조선민주주의인민공화국의 축구 선수 라은심.
- 1989년
  - 대한민국의 야구 선수 윤도경.
  - 미국의 축구 선수 앨릭스 모건.
- 1990년
  - 대한민국의 야구 선수 안치홍.
  - 오스트레일리아의 배우 마고 로비.
- 1991년 - 대한민국의 배우 김고은.
- 1992년 - 대한민국의 가수 할래.
- 1993년 - 대한민국의 배우 차지혁.
- 1994년
  - 대한민국의 가수 달로.
  - 캐나다의 야구 선수 브록 다익손.
  - 미국의 배우 로렌 라베라.
- 1995년
  - 일본의 아이돌 가수 카나자와 토모코.
  - 미국의 수영 선수 라이언 머피.
- 1996년 - 대한민국의 모델 강우수.
- 1997년 - 대한민국의 뮤지컬배우 박설아.
- 1998년 - 대한민국의 전 야구 선수 이원준.
- 1999년
  - 이탈리아의 축구 선수 니콜로 차니올로.
  - 대한민국의 야구 선수 이지강.
  - 대한민국의 배우 이지은.
  - 대한민국의 배구 선수 한수진.
- 2000년 - 몰도바의 유도 선수 아딜 오스마노브.
- 2001년 - 가나의 배우 에이브러햄 아타.
- 2002년 - 세르비아의 태권도 선수 알렉산드라 페리시치.
- 2004년
  - 대한민국의 가수 저미.
  - 대한민국의 야구 선수 이승원.
  - 대한민국의 축구 선수 김효준.
- 2007년 - 대한민국의 배우 박민하.

## 사망
- 936년 - 독일의 왕 하인리히 1세. (876년~)
- 1528년 - 일본의 전국시대의 무인 아케치 미쓰히데. (1516년~)
- 1566년 - 프랑스의 예언가 노스트라다무스. (1503년~)
- 1778년 - 프랑스의 철학자 장자크 루소. (1712년~)
- 1801년 - 조선의 천주교 순교자 강완숙. (1760년~)
- 1850년 - 영국의 정치인 로버트 필. (1788년~)
- 1924년 - 대한민국의 독립운동가 신팔균. (1882년~)
- 1944년 - 일본 제국의 군인 야마나시 한조. (1864년~)
- 1951년 - 대한민국의 군인 김용배. (1921년~)
- 1961년 - 미국의 작가, 기자 어니스트 헤밍웨이. (1899년~)
- 1969년 - 일본의 영화 감독 나루세 미키오. (1905년~)
- 1977년 - 러시아 제국의 태생 미국의 번역가, 곤충학자, 소설가, 롤리타의 작가 블라디미르 나보코프. (1899년~)
- 1988년 - 대한민국의 노동자 문송면. (1971년~)
- 1989년 - 소련의 외교관 안드레이 그로미코. (1909년~)
- 1994년 - 콜롬비아의 축구 선수 안드레스 에스코바르. (1967년~)
- 1997년 - 미국의 영화배우 제임스 스튜어트. (1908년~)
- 1999년 - 미국의 작가 마리오 푸조. (1920년~)
- 2006년 - 대한민국의 바둑 기사 조남철. (1923년~)
- 2013년 - 미국의 군인 힐다 클레이턴. (1991년~)
- 2014년 - 미국의 제2차 세계 대전 참전 용사 루이스 잠페리니. (1917년~)
- 2016년
  - 미국의 작가 엘리 위젤. (1928년~)
  - 미국의 영화감독 마이클 치미노. (1939년~)
  - 프랑스의 정치인 미셸 로카르. (1930년~)
- 2019년 - 대한민국의 정치인 송천영. (1939년~)
- 2020년
  - 대한민국의 영화감독 윤삼륙. (1937년~)
  - 중국의 바둑기사 판윈뤄. (1996년~)
  - 우크라이나의 작곡가 니콜라이 카푸스틴. (1937년~)
- 2022년
  - 멕시코의 영화배우 수사나 도사만테스. (1948년~)
  - 영국의 연출가 피터 브룩. (1925년~)
- 2023년
  - 대한민국의 화가 조용익. (1934년~)
  - 대한민국의 정치인 최봉홍. (1942년~)
- 2024년
  - 대한민국의 언론인 김용정. (1942년~)
  - 이탈리아의 축구인 코무나르도 니콜라이. (1946년~)
- 2025년
  - 미국의 영화배우 줄리언 맥마흔. (1968년~)
  - 대한민국의 야구인 이광환. (1948년~)

## 기념일
- 세계 UFO의 날
- 시에나 팔리오 축제: 이탈리아 시에나
- 경찰의 날: 아제르바이잔

## 같이 보기
- 전날: 7월 1일 다음날: 7월 3일 - 전달: 6월 2일 다음달: 8월 2일
- 음력: 7월 2일
- 모두 보기